# Jan Wiśniewski (piłkarz)
Jan Wiktor Wiśniewski (ur. 1 maja 1922 w Ringsted, Dania, zm. 10 marca 2006 w Rzeszowie) – piłkarz, olimpijczyk, reprezentant Polski, trener.
W reprezentacji debiutował 6 listopada 1949 w Warszawie w wygranym meczu z Albanią (2:1).
W 1952 wystąpił na olimpiadzie w Helsinkach, zagrał w obu rozegranych przez polską kadrę meczach.
W 1954 grając w barwach Polonii zdobył mistrzostwo Polski.
Po zakończeniu kariery piłkarskiej został trenerem. Został pochowany na Cmentarzu Wilkowyja w Rzeszowie (sektor 60, rząd 6, grób 12)